# Seelenreise

Das Rad der Welt, Ölgemälde von Jean Delville, das den theosophischen und spiritistischen Glauben an Seelenwanderung und Karma darstellt

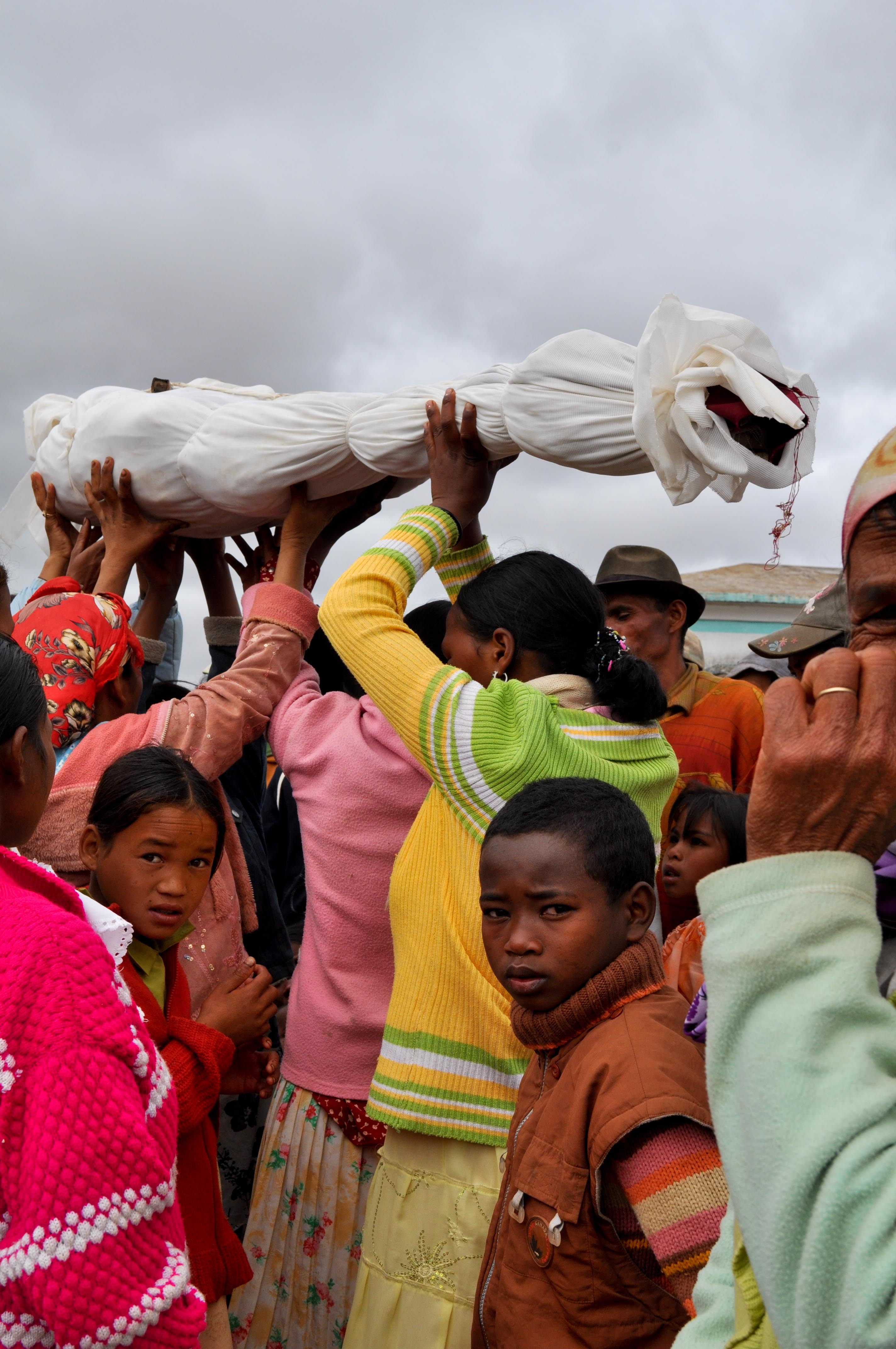
In etlichen Religionen existiert der Glaube an eine Fortexistenz der Seele (hier die rituelle Totenumbettung in Madagaskar)

Bei vielen schamanistischen Praktiken – wie hier bei den Tuwinern des Altai – spielen schamanische Seelenreisen eine wichtige Rolle

Als Seelenreise oder Seelenwanderung, häufig synonym auch mit den Begriffen  Reinkarnation oder Metempsychose umschrieben, ist die spirituell-religiöse Vorstellung vom Übergang einer Seele beim Tod oder in einem schamanischen Ritual in eine andere Daseinsform. Teilweise wird in diesem Zusammenhang von einem Astralleib gesprochen, der den physischen Körper verlässt. Mitunter wird der Begriff auch mit denen der Astralreise, Astralprojektion, außerkörperlichen Erfahrung oder allgemeiner auch Jenseitserfahrung gleichgesetzt.

## Vorstellungen in verschiedenen transzendenten Systemen
So wird in einigen Religionen und spirituellen Systemen, vor allem im Hinduismus und Buddhismus, der Vorgang der Reinkarnation bzw. des Samsaras als eine Art von „Seelenreise“ bezeichnet. Dabei ist zu berücksichtigen, dass in der buddhistischen Vorstellung ein Mensch nicht in einem „Selbst“ oder „Ich“ besteht, sondern als eine Zusammensetzung von Daseinskonstituenten (Anatta). Alle Erscheinungen sind dabei in einem ständigen und sich gegenseitig bedingenden Werden und Vergehen, so dass es keine den Tod überdauernde Entität einer „Seele“ im Menschen geben kann. Im Gegensatz zu der hinduistischen Auffassung einer Seele (Atta), gibt es im Buddhismus kein Konzept einer überdauernden Seele, es wird deshalb auch An-Atta genannt: „Nicht-Seele“ oder „Nicht-Selbst“.
Das Wort Seelenreise (oder ähnliche Ausdrücke) wird auch in der Fachliteratur der Ethnographie und Anthropologie verwendet: Kulturen mit schamanistischen Merkmalen kennen oft ein Motiv, das so bezeichnet wird. Zum Beispiel glaubt man bei sibirischen und eskimoischen Ethnien, dass einige Menschen mit speziellen Fähigkeiten – die Schamanen – in ferne Gegenden bzw. Geisterwelten „reisen“ und wichtige Erlebnisse mitteilen können, die für den normalen Menschen unerreichbar sind. Dies sind zum Beispiel Ursachen erfolgloser Jagden, Krankheiten, Unwetter oder andere, im täglichen Leben wichtige Informationen.
Die Kulturen, die als schamanistisch bezeichnet werden, sind nicht einheitlich. Für Mircea Eliade wurde ein Schamane, durch die Techniken der Ekstase, zu eben jenen Ritualspezialisten, der in der Trance, mit seiner Seele den Körper zu Himmel und Unterweltfahrten verlässt; der schamanisch Handelnde begibt sich dabei metaphorisch „hinauf oder hinab“ in die Anderswelt, um dort Kenntnisse zu erlangen.
In der neuen Religion Eckankar wird der Begriff darüber hinaus auch für eine bewusste Verlagerung der Aufmerksamkeit vom momentanen Erleben zu einer Imagination verwendet (ähnlich dem aus der Psychologie bekannten Vorgang der Dissoziation).

## Kulturelle Rezeption
Das Konzept der Astralprojektion spielt eine zentrale Rolle in verschiedenen Werken der Kunst, zum Beispiel:
- In dem Horrorfilm Insidious des Regisseurs James Wan von 2010.
- In der Mini-Serie Sie weiß von Dir aus der Produktion von Netflix von 2021.